# Lipová alej (Most)
Lipová alej v Mostě je památkově chráněné stromořadí lip malolistých na konci ulice Československé armády před oblastním muzeem v severní části města Mostu. Lípy byly vysazeny zhruba před sto lety po výstavbě budovy tehdejšího německého gymnázia a jsou jedny z nejstarších stromů ve městě. Alej tvoří sedm stromů, které jsou v dobrém stavu. Lipová alej je chráněná od roku 2008.
Pod stromy je osazen památník věnovaný zastřelenému Františku Niedermertlovi, který byl členem pomocných technických praporů.

## Další vzácné stromy na Mostecku
- Albrechtický dub – zaniklý chráněný dub u bývalé obce Albrechtice
- Borovice Schwerinova v Mostě - chráněný strom
- Dub pod Resslem - chráněný strom
- Jírovec v Šumné u Litvínova - chráněný strom
- Lípa v Lužici (okres Most) - chráněný strom

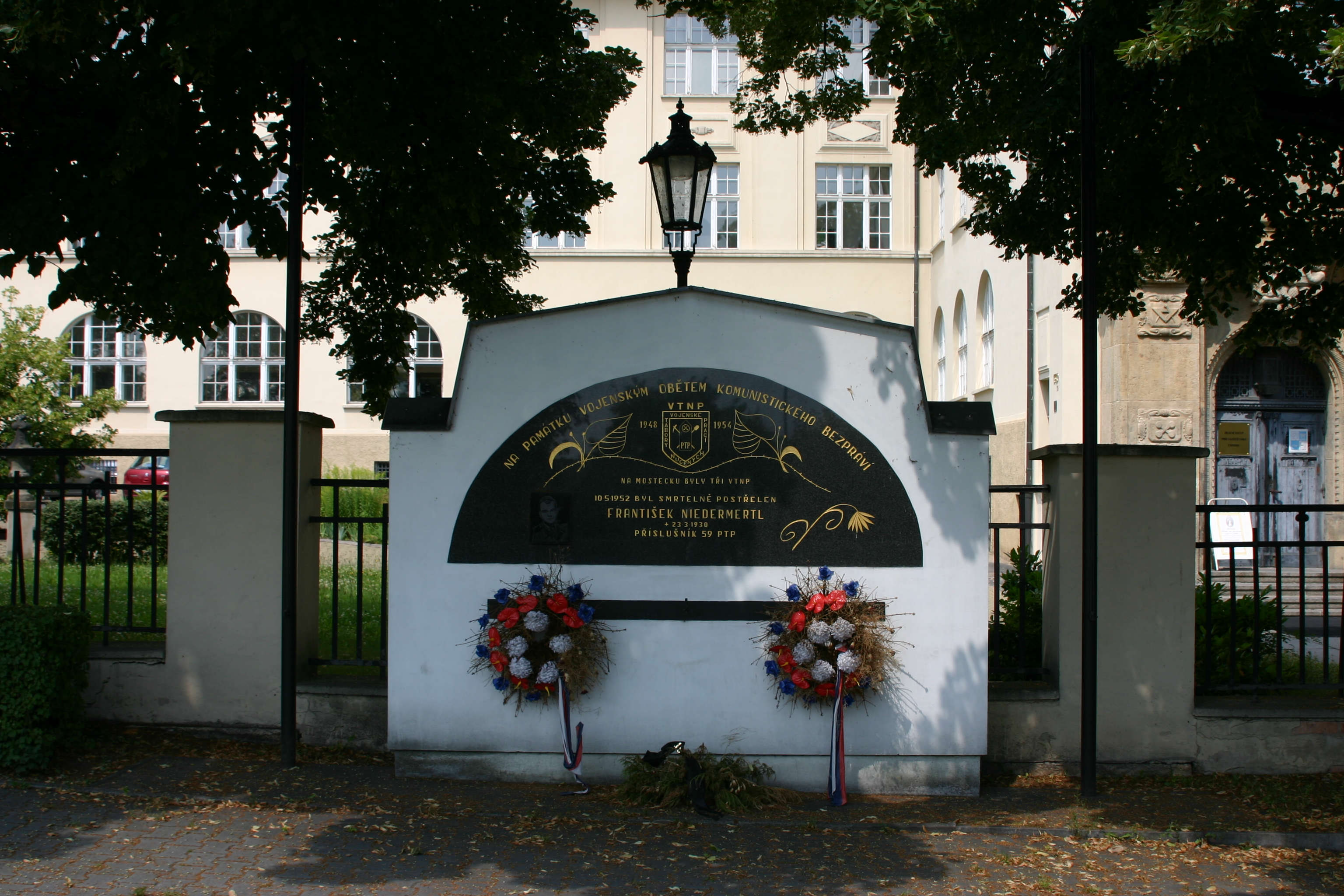
Pomník umístěný pod lipami

- Lípy v Horní Vsi u Litvínova - chráněné stromy
- Lípy v Janově u Litvínova - chráněné stromy
- Lípa v Šumné u Litvínova - chráněný strom
- Lípa v Meziboří (Potoční ulice) - chráněný strom
- Lípa v Meziboří (Okružní ulice) - chráněný strom
- Žeberská lípa – nejstarší strom v okrese Chomutov